# Burbank Films Australia
 (novembre 2017).
Si vous disposez d'ouvrages ou d'articles de référence ou si vous connaissez des sites web de qualité traitant du thème abordé ici, merci de compléter l'article en donnant les références utiles à sa vérifiabilité et en les liant à la section « Notes et références ».
Burbank Films Australia est une société de production de séries d'animation australienne fondée en 1982 par Tom Stacey et George Stephenson puis dissoute en 1989. Après un arrêt d'un an, elle est revenue à la production en 1991 pour devenir Burbank Animation Studios.

## Historique
La société Burbank Films Australia a produit sans interruption pendant huit ans des longs métrages d'animation destinés au marché de la vidéo. Elle fut l'une des compagnies précurseures dans ce type de production. Les premiers films sont des adaptations des romans de Charles Dickens, soit huit au total durant ses deux premières années d'existence. En 1983, la compagnie décide d'adapter des récits de Conan Doyle sur le personnage de Sherlock Holmes. La durée des productions n’excèdent pas les soixante-dix à 75 min. Les années qui suivront jusqu'en 1988 vont voir apparaître des récits et légendes adaptant des classiques de la littérature comme Le Vent dans les saules de Kenneth Grahame, Peter Pan de J.M. Barrie, Les Trois Mousquetaires d'Alexandre Dumas ou Les Aventures d'Alice au pays des merveilles de Lewis Carroll, jusqu'en 1989 mais d'une durée ne dépassant pas les cinquante minutes.
En 1991, après un an d'interruption la société change de nom et devient Burbank Animation Studios toujours en produisant des classiques de la littérature en association avec Anchor Bay Entertainment et Bridgestar Entertainment. David Field devient le président ainsi que le producteur exécutif des films avec Roddy Lee comme producteur. L'animation des premières productions de la société est assurée par une équipe australienne mais après le téléfilm Hans and the Silver Skates, ce sont des compagnies étrangères qui s'occupent des dessins. L'apport de l'image de synthèse combinée aux techniques d'animation traditionnelles vont accroître la cadence des nouveaux longs métrages au détriment d'une certaine qualité graphique à partir du long métrage Goldilocks and the Three Bears (Boucles d'or et les Trois Ours) en 1991. De fait, les meilleurs films restent ceux de la période classique (1982-1989).

## Production
La Burbank Films Australia a produit de nombreux longs métrages et des téléfilms dont :
- 1982 : Un conte de Noël (A Christmas Carol) de Jean Tych ;
- 1982 : Oliver Twist (Oliver Twist) de Richard Slapszynski ;
- 1983 : David Copperfield (David Copperfield) de Cynthia Leech ;
- 1983 : De grandes espérances (Great Espectations) de Warwick Gilbert ;
- 1983 : Une étude en rouge (Sherlock Holmes and a Study in Scarlet) de Di Rudder et Cynthia Leech ;
- 1985 : 20 000 lieues sous les mers (Twenty Thousand Leagues Under the Sea) de Warwick Gilbert.